# Дискография на Селена Гомес и the Scene
Selena Gomez & the Scene, американска банда, пусна три студийни албума, един ремикс албум, седем сингъла и седем музикални клипове. Групата издава дебютния си албум, Kiss & tell, на 29 септември 2009. Албумът дебютира под номер 9 в US Billboard 200, а през март 2010, албумът има златен сертификат от Асоциацията на звукозаписната индустрия на Америка (RIAA). Вторият сингъл от албума, Naturally, достига топ 30 в САЩ, топ 20 в Нова Зеландия, Канада и Германия и влиза в челната десетка в Ирландия и Англия. Песента получи платинен сертификат в САЩ и Канада. Вторият албум на групата, A year without rain, е издаден на 17 септември 2010. Той дебютира под номер 4 в US Billboard 200 и получава златен сертификат от RIAA през януари 2011. Бяха издадени два сингъла от албума – Round & round и A year without rain.
Третият албум на групата, When the sun goes down, е издаден на 28 юни 2011. Първият сингъл, Who says, е издаден на 14 март 2011. Вторият сингъл, Love you like a love song, е издаден на 28 юни 2011. Албумът достига номер 3 в US Billboard 200. Той остава за един месец в топ 10. През първата седмица са продадени 78 000 копия на албума. Албумът получава златен сертификат в САЩ от RIAA на 17 ноември 2011. Към март 2012, групата е продала над 5 милиона албума по целия свят с комбинирани продажби от Kiss & tell, A year without rain и When the sun goes down.

## Творчество

### Студийни албуми
| Заглавие               | Детайли                                                                          | Позиция в класация | Позиция в класация | Позиция в класация | Позиция в класация | Позиция в класация | Позиция в класация | Позиция в класация | Позиция в класация | Позиция в класация | Позиция в класация | Продажби      | Сертификати                                 |
| Заглавие               | Детайли                                                                          |                    |                    |                    | (FL)               |                    |                    |                    |                    |                    |                    | Продажби      | Сертификати                                 |
| ---------------------- | -------------------------------------------------------------------------------- | ------------------ | ------------------ | ------------------ | ------------------ | ------------------ | ------------------ | ------------------ | ------------------ | ------------------ | ------------------ | ------------- | ------------------------------------------- |
| Kiss & Tell            | - Издаден: 29 септември 2009 - Лейбъл: Hollywood - Формат: CD, дигитално сваляне | 9                  | –                  | 4                  | 22                 | 22                 | 19                 | 14                 | 38                 | 21                 | 12                 | - US: 922 000 | - RIAA: златен - MC: златен - BPI: сребърен |
| A Year Without Rain    | - Издаден: 21 септември 2010 - Лейбъл: Hollywood - Формат: CD, дигитално сваляне | 4                  | 46                 | 19                 | 11                 | 6                  | 22                 | 40                 | –                  | 24                 | 14                 | - US: 812 000 | - RIAA: златен - MC: златен - BPI: сребърен |
| When the Sun Goes Down | - Издаден: 28 юни 2011 - Лейбъл: Hollywood - Формат: CD, дигитално сваляне       | 3                  | 14                 | 11                 | 6                  | 2                  | 18                 | 13                 | 6                  | 8                  | 15                 | - US: 694 000 | - RIAA: златен - MC: платинен               |

### Компилационни албуми
| Заглавие                                        | Детайли                                                                          | Бележки                                |
| ----------------------------------------------- | -------------------------------------------------------------------------------- | -------------------------------------- |
| The club remixes                                | - Издаден: 21 декември 2010 - Лейбъл: Hollywood - Формат: дигитално сваляне      | ремикс албум                           |
| Artist karaoke series: Selena Gomez & the Scene | - Издаден: 13 септември 2011 - Лейбъл: Hollywood - Формат: CD, дигитално сваляне | караоке албум в сериите на Walt Disney |

### Сингли
| Заглавие                  | Година | Позиция в класация | Позиция в класация | Позиция в класация | Позиция в класация | Позиция в класация | Позиция в класация | Позиция в класация | Позиция в класация | Позиция в класация | Позиция в класация | Сертификати                                                                    | Албум                             |
| Заглавие                  | Година |                    |                    | (FL)               |                    |                    |                    |                    |                    |                    |                    | Сертификати                                                                    | Албум                             |
| ------------------------- | ------ | ------------------ | ------------------ | ------------------ | ------------------ | ------------------ | ------------------ | ------------------ | ------------------ | ------------------ | ------------------ | ------------------------------------------------------------------------------ | --------------------------------- |
| Falling down              | 2009   | 82                 | –                  | –                  | 69                 | –                  | –                  | –                  | –                  | –                  | —                  | - RIAA: златен                                                                 | Kiss & Tell                       |
| Naturally                 | 2010   | 29                 | 46                 | 7                  | 18                 | 14                 | 7                  | –                  | 20                 | 56                 | 7                  | - RIAA: 4 пъти платинен - MC: платинен                                         | Kiss & Tell и A year without rain |
| Round & Round             | 2010   | 24                 | 80                 | –                  | 51                 | 52                 | 44                 | –                  | –                  | –                  | 47                 | - RIAA: платинен                                                               | A year without rain               |
| A year without rain       | 2010   | 35                 | 78                 | –                  | 30                 | 56                 | –                  | –                  | –                  | –                  | 78                 | - RIAA: 2 пъти платинен - ARIA: златен                                         | A year without rain               |
| Who says                  | 2011   | 21                 | 57                 | –                  | 17                 | 44                 | 36                 | –                  | 15                 | –                  | 51                 | - RIAA: 3 пъти платинен - ARIA: платинен - IFPI NOR: златен                    | When the sun goes down            |
| Love you like a love song | 2011   | 22                 | 48                 | 15                 | 10                 | –                  | 49                 | 14                 | 21                 | 41                 | 58                 | - RIAA: 4 пъти платинен - ARIA: златен - IFPI NOR: платинен - IFPI SWE: златен | When the sun goes down            |
| Hit the lights            | 2012   | –                  | 55                 | –                  | –                  | –                  | –                  | –                  | –                  | –                  | —                  | - RIAA: платинен                                                               | When the sun goes down            |

### Промо сингли
| Заглавие       | Година | Позиция в класация            | Позиция в класация | Албум                  |   |   |                     |
| -------------- | ------ | ----------------------------- | ------------------ | ---------------------- | - | - | ------------------- |
| Заглавие       | Година | Live like there's no tomorrow | 2010               | Албум                  | – | – | A year without rain |
| Bang bang bang | 2011   | 94                            | 96                 | When the sun goes down |   |   |                     |

### Музикални клипове
| Година | Заглавие                  | Режисьор                           |
| ------ | ------------------------- | ---------------------------------- |
| 2009   | Falling down              | Chris Dooley                       |
| 2009   | Naturally                 | Chris Dooley                       |
| 2010   | Round & Round             | Philip Andelman                    |
| 2010   | A year without rain       | Chris Dooley                       |
| 2010   | Un año sin lluvia         | Chris Dooley                       |
| 2011   | Who says                  | Chris Applebaum                    |
| 2011   | Love you like a love song | Geremy Jasper and Georgie Greville |
| 2011   | Middle of nowhere (live)  | непознат                           |
| 2011   | Hit the lights            | Philip Andelman                    |